# Internationales Gleichgewicht
Unter dem internationalen Gleichgewicht versteht man eine ausgeglichene Außenhandelspolitik. Es gilt Weltnachfrage = Weltangebot. In der Literatur wird dieser Zusammenhang auch unter der Bezeichnung des Weltgleichgewichtes diskutiert. 

## Allgemeine Begriffserklärungen und Einführung

### Das allgemeine Gleichgewicht
Um sich mit dem internationalen Gleichgewicht zu befassen, sollte zunächst der Begriff des marktwirtschaftlichen Gleichgewichtes geklärt werden. 
In der Makroökonomie existieren 3 Gleichgewichte: Gütermarktgleichgewicht, Geldmarktgleichgewicht und Arbeitsmarktgleichgewicht. 
Marktwirtschaftliche Gleichgewichte stellen Brennpunkte des realwirtschaftlichen Sektors dar, vor allem die Verknüpfungen zwischen Angebot und Nachfrage.
Per Definitionen befindet sich ein Markt genau dann im Gleichgewicht, wenn die angebotene und die nachgefragte Menge eines Produktes – zu je einem bestimmten Preis – übereinstimmen. Bei jeder Verschiebung von Angebots- oder Nachfragekurve, d. h. bei jeder Veränderung von Angebot und Nachfrage, verändert sich auch das Gleichgewichte und stellt sich ein neues ein, bei jeweils anderen Preisen ein.
Grundsätzlich stehen sich zwei Ansätze revitalisierend gegenüber - der „Klassische“ und der „Keynesianischer“ Ansatz. 
In einer offenen Volkswirtschaft, welche besagt, dass ein Handel mit dem Ausland stattfindet, hängt das Gleichgewicht stark von den Entwicklungen des Wechselkurses ab. Die Auswirkungen und Handlungsmaßnahmen von steigenden und sinkenden Wechselkursen auf Importe und Exporte, somit auch auf die gesamtwirtschaftliche Nachfrage werden in dem Punkt „Ermittlung des internationalen Gleichgewichtes“ näher erläutert.
Das Verschieben der Nachfragefunktion Z nach oben oder unten veranlasst den sogenannten Multiplikatorprozess um wieder ein Gleichgewicht am Markt zu erreichen.
Zum Beispiel: Bei steigenden Wechselkursen und sonst gleichbleibenden Marktbedingungen wird die gesamtwirtschaftliche Nachfragefunktion nach oben verschoben und gleichzeitig eine Ausdehnung der Produktion durchgeführt. Dies geschieht auch umgekehrt bei sinkenden Wechselkursentwicklungen. Dadurch entsteht immer wieder ein neues Marktgleichgewicht (Y (Angebot) = Z ( Nachfrage)).

## Zusammensetzung des Gütermarktgleichgewichtes
Y = Z

Y = Bestimmt durch Produktion und Einkommen( Voraussetzung dafür sind keine vorhandenen Lagerbestände, da es sonst zu keiner Übereinstimmung von Angebot und Nachfrage kommt)

Z = C + I + G - IM + X ( Importe und Exporte finden nur bei einer offenen Volkswirtschaft statt)

### C = Konsum
abhängig vom „Verfügbarem Einkommen“ = Y (Einkommen) - T ( gez. Steuern - Transferleistungen), welches in linearer Beziehung zum Konsum steht.
C = C0 + C1 * (Y - T)
C0 = marginale Konsumquote
Anteil des Einkommens Y, den private Haushalte an die nächstmögliche Y-Einheit investieren bzw. konsumieren und nicht sparen.
C1 = autonomer Konsum (der Konsum, der gebraucht wird, auch ohne verfügbarem Einkommen Y - eine Art "Existenzsicherungskonsum")

### I = Investitionen
abhängig von der Produktion (Y) und dem realen Zinssatz (r)
Je höher r, desto weniger wird investiert. Der Zinssatz r stellt die Kosten für eine Fremdkapitalaufnahme dar, welches eine der wichtigsten Quellen für die Investitionsfinanzierung ist.
Je höher die Produktion, desto höher ist das Einkommen. Dementsprechend wird auch mehr investiert.

### G = Staatsausgaben
exogen gegeben (Käufe von Waren und Dienstleistungen durch den staatlichen Sektor wie z. B. Gemeinden. Länder und der Bund)

### IM = Importe
Die inländische Nachfrage nach ausländischen Gütern ist abhängig von Y und W (Wechselkurs).
Importe in inländische Einheiten umrechnen (= gesamte Importe * Wechselkurs).
Importe hängen positiv von Y ab und negativ vom Wechselkurs.
Steigt Y steigt sowohl die inländische Nachfrage als auch die Nachfrage zum Ausland.
Steigt W steigt die inländische Nachfrage aber nicht die ausländische Nachfrage, womit auch gleichzeitig weniger importiert wird.

### X = Exporte
Ausländische Nachfrage nach inländischen Gütern. Abhängig von Produktion im Ausland, Einkommen im Ausland (Y) und durch den Wechselkurs.
Steigt die Produktion im Ausland, steigen schlussfolgernd auch die Einkommen, womit mehr investiert wird und somit die Nachfrage des Auslandes. Das heißt, es werden zusätzlich zu den inländischen Gütern auch noch vom Ausland inländische Güter nachgefragt, wodurch die Exporte steigen.
Steigt der Wechselkurs, sind die inländischen deutschen Güter günstiger als die ausländischem. Das heißt, das Ausland importiert mehr (Deutschland exportiert mehr). 
Z = C0 + C1 * ( Y − T) + I (Y,r) + G − IM (Y,W) + X (Y*, W)

### Zusammenfassung
Das Gütermarktgleichgewicht bildet den Referenzpunkt für den Multiplikatorprozessanalyse (Verschieben der Angebots- und Nachfragefunktion) 
Nachfrageüberhang (Verkäufermarkt) = Produktion steigern und daraus folgt die Angebotserhöhung.
Angebotsüberschuss (Käufermarkt) = Produktion senken und eine Angebotsreduzierung vornehmen. 
Nach Abschluss des Prozesses sind Angebot und Nachfrage wieder im Gleichgewicht.
Für detailliertere Informationen siehe unter Gütermarktgleichgewicht. 
Voraussetzung hierfür ist eine freie Preisbildung und eine Vielzahl an Anbietern.

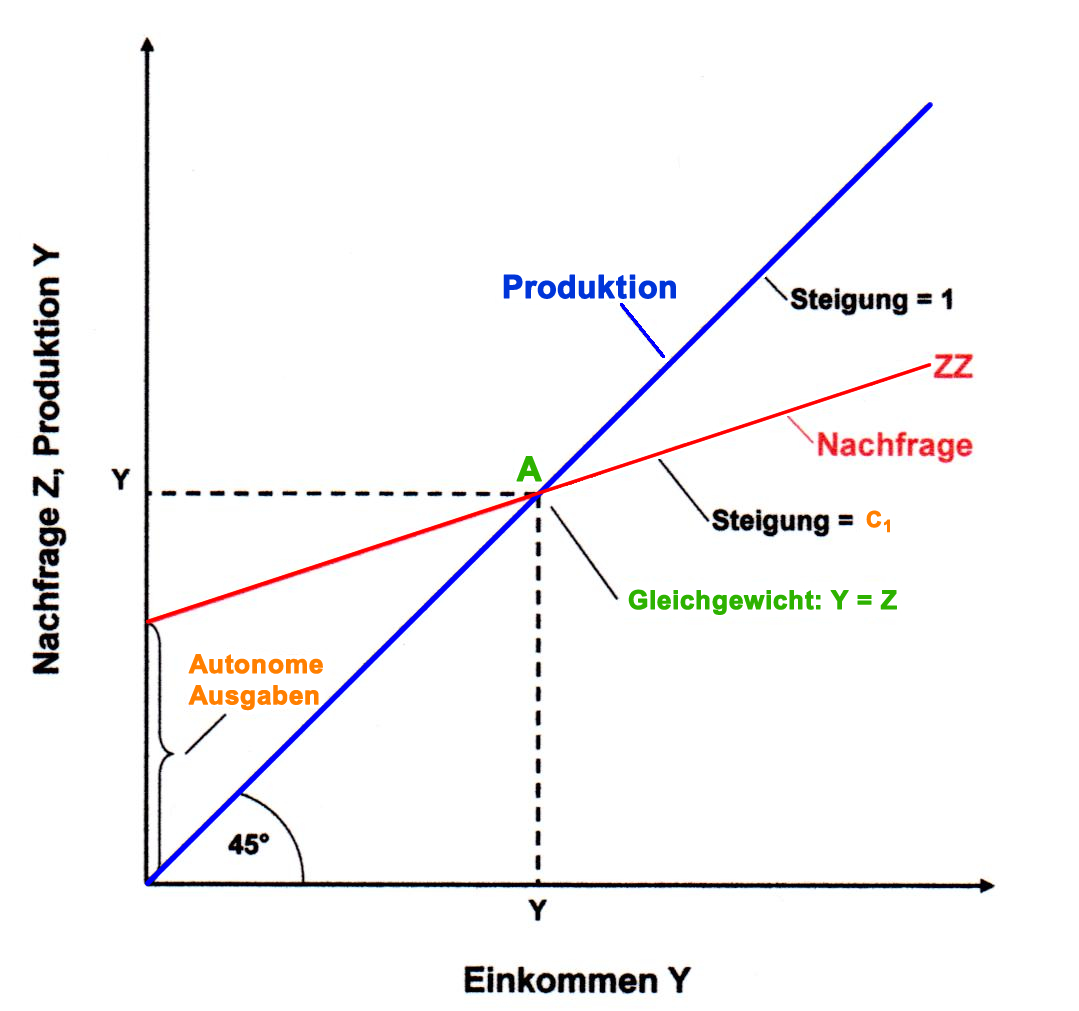
Abb. 1 Das Gütermarktgleichgewicht

### Export und Import in Bezug zum internationalen Gleichgewicht
Export bezeichnet die Lieferung inländischer Produkte in das Ausland. In der Regel exportiert ein Land dann, wenn ein Produktionsüberschuss vorliegt und der inländische Markt gesättigt ist. Voraussetzung hierfür ist ein gewinnbringender Absatz.
Unter Import versteht man die Einfuhr ausländischer Produkte in das Inland. Ein Land importiert ein Produkt dann, wenn in der eigenen Volkswirtschaft ein Produktionsmangel vorliegt und eine inländische Nachfrage besteht.
Somit wird das internationale Gleichgewicht gehalten.

## Das internationale Gleichgewicht

### Modellannahmen
Zur Veranschaulichung soll zunächst angenommen werden, dass es nur zwei Länder gibt: das Inland und das Ausland. Diese konsumieren und produzieren beide das Produkt Weizen, das bedeutet, dass dieses Produkt kostenfrei von einem Land in das andere transportiert werden kann. In beiden Ländern, sowohl im Inland als auch im Ausland, herrscht in der Weizenindustrie ein vollständiger Wettbewerb. Weiterhin soll in unserem Modell ein Unterschied zwischen den Preisen des Produktes Weizen im Inland und im Ausland bestehen, da erst in solchen Situationen ein Außenhandel zustande kommen kann. Außerdem wird angenommen, dass der Wechselkurs in diesem Markt von der Außenhandelspolitik unberührt bleibt und somit die Preise für beide Märkte in der Inlandswährung angegeben werden.

### Ermittlung des internationalen Gleichgewichtes
Um zwischen diesen beiden Ländern das internationale Gleichgewicht zu ermitteln und darzustellen, müssen im ersten Schritt zunächst zwei Kurven definiert werden:

Abb. 2a, Ermittlung der Importnachfragekurve

1. Die Importnachfragekurve ist die nachgefragte Menge der Inlandskonsumenten, welche über das bereitgestellte Angebot hinausgeht.
2. Die Exportangebotskurve ist der Überschuss, den das Ausland produziert hat und den die Auslandskonsumenten nicht mehr nachfragen.
Im zweiten Schritt müssen diese jeweiligen Kurven festgelegt werden.
Dieses erhält man, indem die jeweiligen Preis-Mengen-Verhältnisse der Anbieter und Nachfrager in einem Graphen ermittelt werden.

Abb. 2b, Ermittlung der Exportangebotskurve

Befindet sich der Markt im Gleichgewicht, bedeutet dies, dass keine Mengen des Produktes importiert werden. Es besteht kein Nachfrageüberschuss im Inland. Wäre das Angebot im Inland nun aber größer als die Nachfrage, würden die Produzenten ihr Importverhalten eindämmen.
Die Importnachfragekurve ist also durch einen fallenden Verlauf gekennzeichnet. 
Denn wenn z. B. der Preis des Produktes Weizen steigt, verringert sich die nachgefragte Menge und die Inlandsproduzenten importieren keinen Weizen mehr. Sie produzieren nun auf Lager.
Im Gegensatz dazu weist die Exportangebotskurve einen steigenden Verlauf auf, da mit steigenden Preisen die Nachfrage der Auslandskonsumenten sinkt und so mehr exportiert werden kann.
Befindet sich der Markt im Gleichgewicht, bedeutet dies, dass – analog zum Importnachfrageverhalten – keine Mengen des Produktes exportiert werden, da kein Angebotsüberschuss vorliegt.
Die über das Gleichgewicht hinaus ansteigende Exportangebotskurve bedeutet dagegen, dass mehr Mengen des Produktes hergestellt, als nachgefragt werden. Es liegt ein Angebotsüberschuss vor. Das Land kann nun mehr exportieren.
Hierzu Abbildung 2b.
Im dritten und entscheidenden Schritt soll nun die Importnachfrage des Inlandes dem Exportangebot des Auslandes gegenübergestellt werden.
Es gilt:
Importnachfrage =  Exportangebot
Dies bedeutet auch:
Inlandsnachfrage – Inlandsangebot  = Auslandsangebot – Auslandsnachfrage
Durch Umstellen erhält man:
Inlandsnachfrage + Auslandsnachfrage = Inlandsangebot + Auslandsangebot

Abb. 3, internationales Gleichgewicht

Und schließlich anders formuliert:
Weltnachfrage = Weltangebot

### Auswirkung eines Zolls auf das internationale Gleichgewicht
Zölle stellen aus Sicht der Anbieter Transportkosten dar. Die Anbieter sind daher erst zum Export bereit, wenn der Preisunterschied 
zwischen In- und Ausland mindestens so hoch ist, wie der erhobene Zollbetrag. 
Es wird zuerst von einem Zustand ohne Zoll ausgegangen, wie er im vorherigen Abschnitt beschrieben wurde. 
Wird nun der Zoll eingeführt, sind die Anbieter im Ausland nicht mehr bereit Waren zu exportieren.
Da keine Güter zwischen dem Inland und Ausland gehandelt werden, entsteht im Inland ein Nachfrageüberhang und im Ausland ein Angebotsüberhang. 
Im Inland steigen die Preise, gleichzeitig werden mehr Anbieter zu den höheren Preisen anbieten.
Im Ausland sinken die Preise, daher wird mehr nachgefragt.
Es kommt dann wieder zum Handel, wenn zwischen Inland und Ausland der Preisunterschied in Höhe des Zollbetrages erreicht ist. 
Durch den zwischenzeitlichen Angebotsüberhang im Ausland und die daher gesunkenen Preise, können die Anbieter den Zoll nicht vollständig auf die Konsumenten abwälzen. Somit wird ein Teil des Zolls von Anbietern und ein Teil von Nachfragern getragen.
Des Weiteren sinkt das Handelsvolumen.

## Zusammenhang zwischen außenwirtschaftliches Gleichgewicht und internationales Gleichgewicht
Um ein außenwirtschaftliches Gleichgewicht zu erzielen, sollten die Teilbilanzen, Devisen- und Leistungsbilanz eines Staates ausgeglichen sein. Das bedeutet, dass die Summe der Exporte gleich der Summe der Importe entsprechen sollte. Ein außenwirtschaftliches Gleichgewicht ist eine wichtige Voraussetzung, die einen lebhaften Handel mit anderen Nationen ermöglicht.
Gelingt es einem Staat eine stabile Geldpolitik mit Vollbeschäftigung zu verbinden, fördert er damit auch das internationale Gleichgewicht.

### Leistungsbilanz
Die Leistungsbilanz zeigt die Veränderungen der Nettoforderungen gegenüber dem Ausland an. Erstrebenswert ist ein Leistungsbilanzüberschuss. Bei einem Leistungsbilanzdefizit können Finanzierungsprobleme entstehen. Um ein lang andauerndes Leistungsbilanzdefizit finanzieren zu können, muss ein Ausgleich über den Außenhandel geschehen, es muss also verstärkt exportiert und reduziert importiert werden. Beispielhafte Maßnahme sind: Exportsubventionen, Importrestriktionen. 

### Devisenbilanz
Die Devisenbilanz wird durch eine freie Marktpreisbildung, durch Angebot und Nachfrage, automatisch ausgeglichen. Solche Wechselkursanpassungen führen zu einer Aufwertung oder Abwertung der Währung.
In Wachstumszeiten steigen die Preise der Güter an und mit ihnen der reale Wechselkurs. Ein steigender Wechselkurs führt zu einer steigenden Nachfrage nach Importen von Gütern, da in inländischer Währung betrachtet, ausländische Güter billiger werden. Gleichzeitig sinkt jedoch die Nachfrage nach Exporten, da inländische Güter für Ausländer teurer werden. Eine Aufwertung der Währung verschlechtert die Handelsbilanz und somit auch die Leistungsbilanz.
Eine Abwertung des realen Wechselkurses zieht vice versa eine steigende Nachfrage nach Exporten und eine sinkende Nachfrage nach Importen nach sich und verbessert folglich die Leistungsbilanz.

### J-Kurve
Die J-Kurve zeichnet sich durch eine verzögernde Handelsbilanzverbesserung, trotz Abwertung der inländischen Währung, aus.
Der J-Kurven Effekt führt nur kurzfristig zu einer Handelsbilanzverschlechterung, da weder Exporte noch Importe auf eine Abwertung reagieren.
Mittel- bis langfristig gesehen erfolgt die Mengenreaktion der Exporte und Importe gemäß der Elastizitätsbedingung. Mit dem Handelsbilanzsaldo steigt auch das Leistungsbilanzsaldo an.